# Aase Texmon Rygh
Aase Texmon Rygh (née le 13 avril 1925, dans le comté de Troms, en Norvège et décédée le 21 mai 2019) est une sculptrice moderniste norvégienne.   

## Biographie
Aase Texmon Rygh suit des études à l'Académie nationale d'artisanat et d'art appliqué (Norwegian National Academy of Craft and Art Industry (en)) de 1944 à 1946 à Oslo. Elle se forme aussi à l'Académie royale danoise des beaux-arts de Copenhague auprès de Einar Utzon-Frank de 1948 à 1949.  
Elle voyage à Paris en 1950 et s'inspire à la fois du modernisme européen et des simples sculptures grecques anciennes du Louvre. Elle développe par la suite dans un style abstrait, un corpus d’œuvres en bronze, principalement destinées à l'espace public.   
Aase Texmon Rygh est connue pour ce qu'on appelle ses Möbius - sculptures, une série d’œuvres basées sur le concept du ruban de Möbius, développé par le mathématicien allemand August Ferdinand Möbius.

## Expositions
Plusieurs expositions en Norvège, dont une rétrospective au Henie-Onstad Art Center en 1992, ont été consacrées au travail d'Aase Texmon Rygh. Son œuvre a aussi été montrée dans des expositions de groupe à Oslo, Bergen, Anvers et São Paulo. 
En 2012, elle fait partie des artistes présentés à la documenta de Cassel.

## Distinction
En 2001, Aase Texmon Rygh est devenue chevalière de l'Ordre royal norvégien de Saint-Olaf.

## Vie privée
Aase Texmon Rygh a été la compagne de l'architecte d'intérieur Thorbjørn Rygh. 

## Œuvres
- Spiral II, plaque de bronze, 1952 à Tønsberg[11]
- Bjørn Farmann monument, plaque de bronze, 1971 à Tønsberg
- Løk (Onions), 1977, Université norvégienne des sciences de la vie, Ås[12]
- Volta, en 1978, Furuset Senter, Oslo
- Brutt form (Broken terms), 1983, Furuset Senter, Oslo
- Möbius triple, au Ekebergparken Sculpture Park à Oslo[13]